# Rezultáns
A matematikában a rezultáns a kommutatív algebra eszköze, ami segít megtalálni két polinom közös gyökeit. Többváltozós egyenletrendszerek esetén segít sorra kiküszöbölni az ismeretleneket. A rezultánst és más eszközöket a 19. században kezdték el tanulmányozni. Elsőként szimmetrikus rendszerekre használták, L Kronecker alkalmazta elsőként általános esetre. A modern komputeralgebrai rendszerekben rezultánsokat és magasabb dimenziós analógjaikat használják, hogy egy adott Gröbner-bázisból következtessenek az egyenletrendszer megoldásaira.
A számelméletben széles körben használják, akár közvetlenül, akár közvetve, a diszkriminánson keresztül, ami definíció szerint a polinom és deriváltja rezultánsa. A racionális vagy polinomiális együtthatós polinomok rezultánsa hatékonyan számítható. A komputeralgebra alapvető eszköze, és a legtöbb komputeralgebra rendszer beépített függvénye. Használják többek között a cilinderes algebrai dekompozícióhoz, racionális függvények integrálásához és a két változós polinomiális egyenletek által megadott görbék megrajzolásához.

## Definíció
Legyenek f és g polinomok az {\displaystyle R[X]} polinomgyűrű elemei; jelölje f fokát m, g fokát n! Az R gyűrűről feltesszük, hogy kommutatív és egységelemes. 
{\displaystyle f=f_{0}+f_{1}X+\ldots +f_{m}X^{m}} és {\displaystyle g=g_{0}+g_{1}X+\ldots +g_{n}X^{n}}.
Ekkor a két polinom rezultánsa a Sylvester-mátrix determinánsa.
{\displaystyle \operatorname {Res} (f,g)=\det {\begin{pmatrix}f_{m}&f_{m-1}&\cdots &&f_{0}&&&\\&f_{m}&f_{m-1}&\cdots &&f_{0}&&\\&&\ddots &&&&\ddots &\\&&&f_{m}&f_{m-1}&\cdots &&f_{0}\\g_{n}&g_{n-1}&\cdots &&g_{0}&&&\\&g_{n}&g_{n-1}&\cdots &&g_{0}&&\\&&\ddots &&&&\ddots &\\&&&g_{n}&g_{n-1}&\cdots &&g_{0}\\\end{pmatrix}}}
A mátrix m sorban tartalmazza f együtthatóit, és n sorban g együtthatóit, a többi koordinátája nulla. Tehát a Sylvester-mátrix négyzetes, {\displaystyle m+n} sorral és oszloppal.
Egy másik definíció szerint, ha f és g egy K test fölötti polinomok, akkor a rezultáns
{\displaystyle \prod _{(x,y):\,f(x)=g(y)=0}(x-y)}
ahol a gyökök K algberai lezártjának elemei. Többszörös gyökök esetén a gyökök multiplicitásukkal szerepelnek. Következik, hogy a tényezők száma megegyezik f és g fokának szorzatával. Ha f és g főegyütthatója nem egy, akkor meg kell szorozni a pdegfqdegg tényezővel, ahol p az f, q a g együtthatója. Testek fölött a két definíció ekvivalens.
A rezultáns egy harmadik definíciója egy racionális kifejezésről beszél (ez testet feltételez), ami megfelel a következőknek:
- Ha a polinomoknak közös gyökük van, akkor értéke nulla.
- Ha értéke nulla, és legalább az egyik polinom főegyütthatója nem nulla, akkor a polinomoknak közös gyökük van.[1]

## Kiszámítása
Mivel a rezultáns a gyökök polinomfüggvénye, és invariáns permutációjukra, a rezultáns kiszámítható az elemi szimmetrikus polinomok segítségével.
A rezultáns, mint determináns kiszámítható ezzel a képlettel:
{\displaystyle p^{\deg(g)}\prod _{f(x)=0}g(x),}
tehát minden rögzített f-re polinomosan függ g együtthatóitól. Szimmetria miatt minden rögzített g-re polinomosan függ f együtthatóitól. Következik, hogy a rezultáns f és g együtthatóinak polinomja.
A rezultáns változatlan marad, ha a g polinomot {\displaystyle h=f{\bmod {g}}} helyettesíti. Ezután a módszer az így kapott h és f szerepének cseréjével folytatható. Mivel azonban h gyökei különbözhetnek g gyökeitől, ezért újra fel kell írni a determinánst, ahol h együtthatóit vezető nullákkal egészítjük ki. Iteratív kifejtéssel res(f,g)=qdegf-degh res(h,g), ahol q a g főegyütthatója. Az eljárás folytatásával az euklideszi algoritmus egy változatához jutunk.
Az eljárás annyi számtani műveletet igényel, aminek nagyságrendje megegyezik a polinomok fokainak szorzatával. Azonban minden egyes alkalommal ki kell számítani bizonyos együtthatók legnagyobb közös osztóját, amitől az algoritmus túl lassúvá válik.
A szubrezultáns pszeudo-maradék sorozatok segítenek elkerülni ezeket a költséges műveleteket. Egy még hatékonyabb algoritmus kihasználja a rezultáns jól viselkedik a gyűrűhomomorfizmusokra; az egész együtthatós polinomok esetén különböző prím modulusokra számítják ki, és a végén a kínai maradéktétellel rekonstruálják az eredményt.

## Tulajdonságai
A Sylvester-mátrix transzponáltja az {\displaystyle fp-gq=0} egyenlet rendszer mátrixa, ahol ez lineáris egyenletrendszerként van értelmezve a 
{\displaystyle p=p_{0}+p_{1}X+\dots +p_{n-1}X^{n-1}} és {\displaystyle q=q_{0}+q_{1}X+\dots +q_{m-1}X^{m-1}}
kofaktor polinomokra.
Ha az f és a g polinomoknak van közös gyöke, akkor a rezultáns nullává válik. A másik irány bizonyításához az kell, hogy az R gyűrű egyértelmű faktorizációs gyűrű és integritási tartomány legyen; azaz az eddigi kikötések mellett nullosztómentes legyen, és nem null elemei egyértelműen prímelemekre bonthatók legyenek.
Ez teljesül például, ha R test, az egész számok gyűrűje vagy polinomgyűrű. Ha ezek teljesülnek, és {\displaystyle \operatorname {Res} (f,g)=0}, akkor f-nek és g-nek van pozitív fokú közös tényezője. Ha egy homomorfia megőrzi f és g fokát, akkor a rezultánsnak f és g képének rezultánsát felelteti meg. 
Ha a polinomok együtthatói egy algebrailag zárt testből valók, például komplex számok, akkor az f és g polinomok lineáris tényezőkre bomlanak:
{\displaystyle f(X)=f_{m}\cdot (X-a_{1})\cdot \dots \cdot (X-a_{m})} und {\displaystyle g(X)=g_{n}\cdot (X-b_{1})\cdot \dots \cdot (X-b_{n})}.
Ekkor a rezultáns kifejezhető a gyökökkel:
{\displaystyle \operatorname {Res} (f,g)=(f_{m})^{n}\,g(a_{1})\cdots g(a_{m})=(-1)^{mn}(g_{n})^{m}\,f(b_{1})\cdots f(b_{n})=(f_{m})^{n}\,(g_{n})^{m}\prod _{i=1}^{m}\prod _{j=1}^{n}(a_{i}-b_{j})}.
A Cramer-szabállyal megmutatható, hogy mindig vannak olyan R-beli együtthatós A és B polinomok, hogy 
{\displaystyle Af+Bg=\operatorname {Res} (f,g)}.
Ezek az A és B polinomok adják a Sylvester-mátrix komplemensének utolsó oszlopát.
Teljesülnek a következők, ha f és g együtthatói egy test elemei:
- res(f,g) = (-1)degfdeggres(g,f)
- res(hf,g)=res(f,g)res(h,g)
- Ha {\displaystyle r=f+hg} és {\displaystyle \deg r=\deg f}, akkor {\displaystyle \mathrm {res} (r,g)=\mathrm {res} (f,g)}.
- Ha X, Y, f, g foka megegyezik és X=a00f+a01g, Y=a10f+a11g,

akkor {\displaystyle \mathrm {res} (X,Y)=\det {\begin{pmatrix}a_{00}&a_{01}\\a_{10}&a_{11}\end{pmatrix}}^{\deg f}\cdot \mathrm {res} (f,g)}
- {\displaystyle \mathrm {res} (f(-z),g(z))=\mathrm {res} (g(-z),f(z))}

## Alkalmazásai
- Ha x és y algebrai számok, és  {\displaystyle f(x)=g(y)=0}, akkor {\displaystyle z=x+y} x-ben gyöke az {\displaystyle f(x)} és {\displaystyle g(z-x)} rezultánsának. Továbbá {\displaystyle t=xy} gyöke {\displaystyle f(x)} és {\displaystyle x^{n}g(t/x)} rezultánsának. Hozzávéve azt, hogy {\displaystyle 1/y} az {\displaystyle y^{n}Q(1/y)} gyöke, kapjuk, hogy az algebrai számok testet alkotnak.
- Egy polinom diszkriminánsa a polinom és deriváltjának rezultánsa.
- Az algebrai geometriában görbék metszéspontjának kiszámítására is használják. például definiáljanak

{\displaystyle f(x,y)=0}
és
{\displaystyle g(x,y)=0}
algebrai görbéket {\displaystyle \mathbb {A} _{k}^{2}}-ban. Ha f-et és g-t polinomoknak tekintjük x-ben k[y]-beli együtthatókkal, akkor f és g rezultánsa polinom y-ban, aminek nullhelyei a metszéspontok y koordinátái, vagy az x tengellyel párhuzamos közös aszimptotái.
- A komputeralgebrában a legnagyobb közös osztó egész együtthatós moduláris képeinek elemzésének eszköze. Ez azt jelenti, hogy az együtthatókat modulo p tekintik, ahol p egy prímszám. A rezultánst gyakran a Lazard–Rioboo–Trager-módszerrel számítják, hogy megkapják két polinom hányadosának integrálját.
- A waveletek elméletében a rezultáns kapcsolatban áll a finomítható függvények átviteli mátrixának determinánsával.

## Kapcsolat az euklideszi algoritmussal
Hasonló képletet kaphatunk a kibővített euklideszi algoritmussal. Ebből egy hatékony kiszámítási eljárást lehet levezetni, a szubrezultáns-eljárást.

## Többváltozós polinomok rezultánsa
A két változós homogén polinomok rezultánsa nullává válik, ha a két polinomnak közös nem nulla megoldása van, vagy ekvivalensen, közös zérójuk van a projektív egyenesen. Általánosabban, a multipolinomiális rezultáns, multivariáns rezultáns vagy  Macaulay-rezultáns n darab n változós homogén polinomra értelmezett polinom, ami nullává válik, ha van egy közös nem nulla megoldás, vagy ekvivalensen, ha az n projektív hiperfelületeknek közös zérója van az n-1 dimenziós projektív térben. A Gröbner-bázisokkal együtt ez a hatékony kiküszöbölési elmélet egyik fő eszköze.

## Fordítás
- Ez a szócikk részben vagy egészben  a   Resultante című német Wikipédia-szócikk fordításán alapul.  Az eredeti cikk szerkesztőit annak laptörténete sorolja fel. Ez a jelzés csupán a megfogalmazás eredetét és a szerzői jogokat jelzi, nem szolgál a cikkben szereplő információk forrásmegjelöléseként.
- Ez a szócikk részben vagy egészben  a   Resultant című angol Wikipédia-szócikk fordításán alapul.  Az eredeti cikk szerkesztőit annak laptörténete sorolja fel. Ez a jelzés csupán a megfogalmazás eredetét és a szerzői jogokat jelzi, nem szolgál a cikkben szereplő információk forrásmegjelöléseként.